# Cordun (okręg Mehedinți)
Cordun – wieś w Rumunii, w okręgu Mehedinți, w gminie Corcova. W 2011 roku liczyła 459 mieszkańców.